# Grewia asiatica
Espèce
Classification phylogénétique
Grewia asiatica, aussi appelé phalsa, est un arbre de petite taille originaire d'Asie tropicale, assez largement cultivé pour son fruit.

## Description
C'est un petit arbre pouvant atteindre 5 à 10 m de haut, à feuilles caduques et au port buissonnant, surtout dans ses formes cultivées.
Les jeunes branches sont plus ou moins recouvertes de poils étoilés.
Les feuilles sont alternes, caduques, ovales acuminées ou subarrondies, pouvant atteindre 20 cm sur 16. Elles sont parcourues par six nervures basilaires. Le pétiole peut atteindre 1,5 cm.
Les fleurs, de couleur jaune, voire rouge et jaune, portées par des cymes axillaires, sont groupées généralement par trois sur un pédoncule de 1,6 à 2,5 cm de long et un pédicelle de 1 cm de long. Caractéristique du genre, le périanthe est formé de 5 sépales oblongs de 1 à 1,5 cm de long, et de 5 pétales, de 6 à 8 mm. Les étamines sont nombreuses – jusqu'à 75 par fleur – et groupées en bouquets de 10 à 15. Leur filet est glabre.
L'ovaire a 4 carpelles et est surmonté par un style glabre. Le stigmate compte 4 lobes irréguliers.
Le fruit est une drupe, rouge ou violacée, d'environ 2 cm de diamètre, indistinctement lobée.
| - Fruits de Grewia Asiatica |

## Répartition
Cette espèce, peut être originaire du sud de l'Himalaya, est considérée comme native en Asie tropicale : Inde, Népal, Thaïlande, Pakistan, Bangladesh, Myanmar, Cambodge, Laos, Vietnam, sud de la Chine...
Elle est cultivée est Indonésie, Malaisie et Philippines. Elle s'est naturalisée en Australie et à la Réunion.

## Nomenclature et systématique
Synonyme : Grewia subinaequalis DC.

## Culture
Le phalsa est une plante de régions subtropicales mais pouvant s'adapter à différents climats. Il supporte un gel léger, de fortes chaleurs et surtout particulièrement bien la sècheresse. Presque tous les types de sols lui conviennent.
Les graines germent en 15 à 20 jours.
Les fleurs se forment uniquement sur les pousses de l'année : une taille en période de dormance favorise leur formation.
Le fruit atteint sa maturité en 7 à 8 semaines. La récolte s'étale sur environ 3 semaines. Sur l'année, elle peut atteindre 3 à 5 kg par plant, ou 4,5 à 6 t/ha.
La dormance, en régions subtropicales, dure un mois à un mois et demi, pendant laquelle la plante perd ses feuilles.
Les formes cultivées sont généralement plus arbustives que les formes sauvages.
La plante est reproduite principalement par semis bien que le bouturage soit possible. La distance générale de plantation est de 2,5 m × 3 m.
Aucun ravageur ou maladie ne sont connus.

## Utilisation
La pulpe, qui représente près de 70 % du fruit en est la partie comestible.
Composition pour 100 g :
- eau : 80,8 g
- protides : 1,3 g
- lipides : 0,9 g
- glucides : 14,7 g
- fibres : 1,2 g
- minéraux : 1,1 g.

Le fruit, acidulé, est consommé cru, en jus ou en sirop préparé à partir du jus, particulièrement en Inde.
Le bois est parfois utilisé en construction et pour divers objets.
La fibre de l'écorce peut servir à fabriquer des cordes.
Enfin, le suc mucilagineux extrait de l'écorce sert traditionnellement à la clarification du sirop de canne (pour préparer le « gur », sucre indien brun traditionnel)

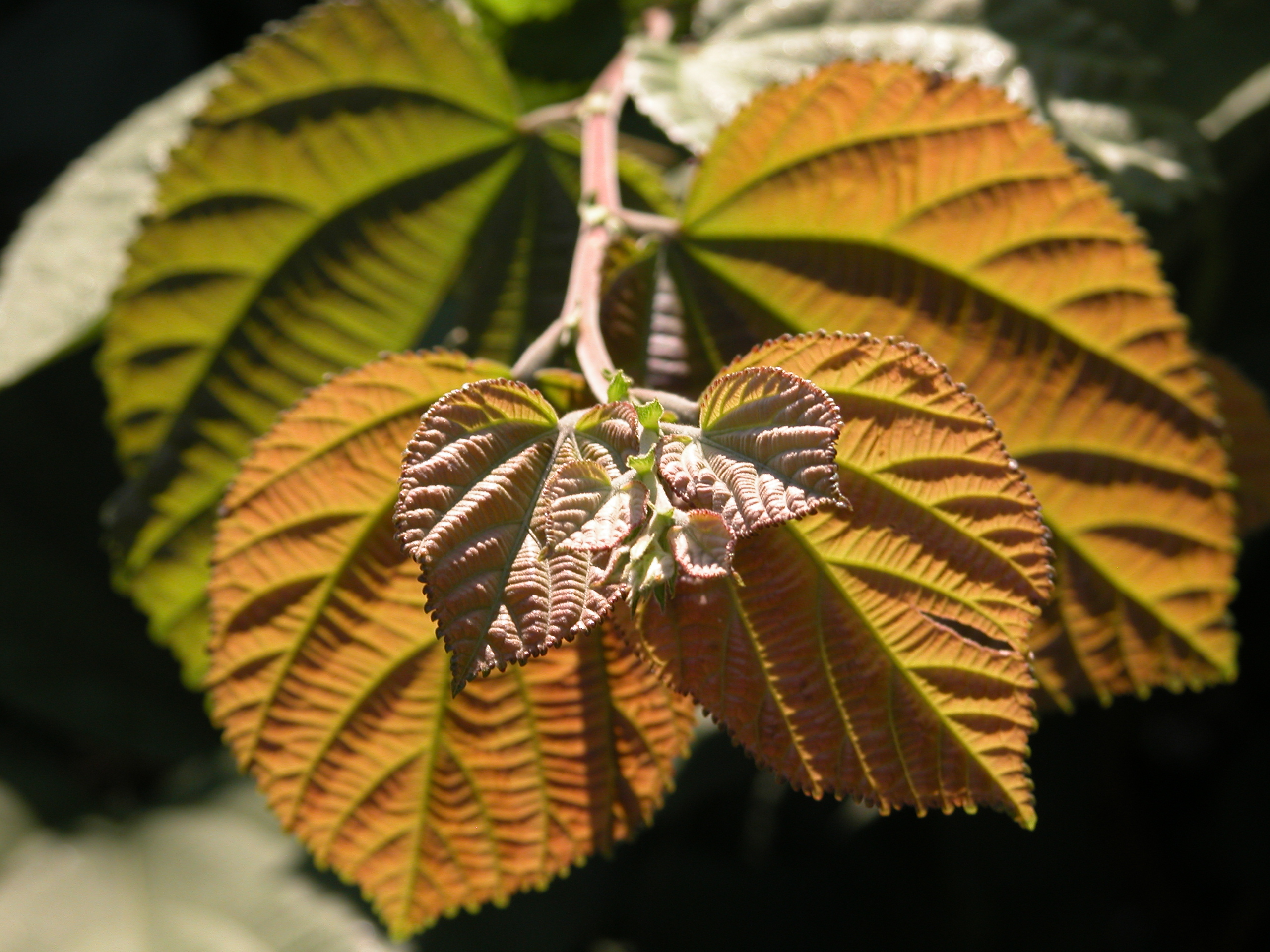
Feuilles
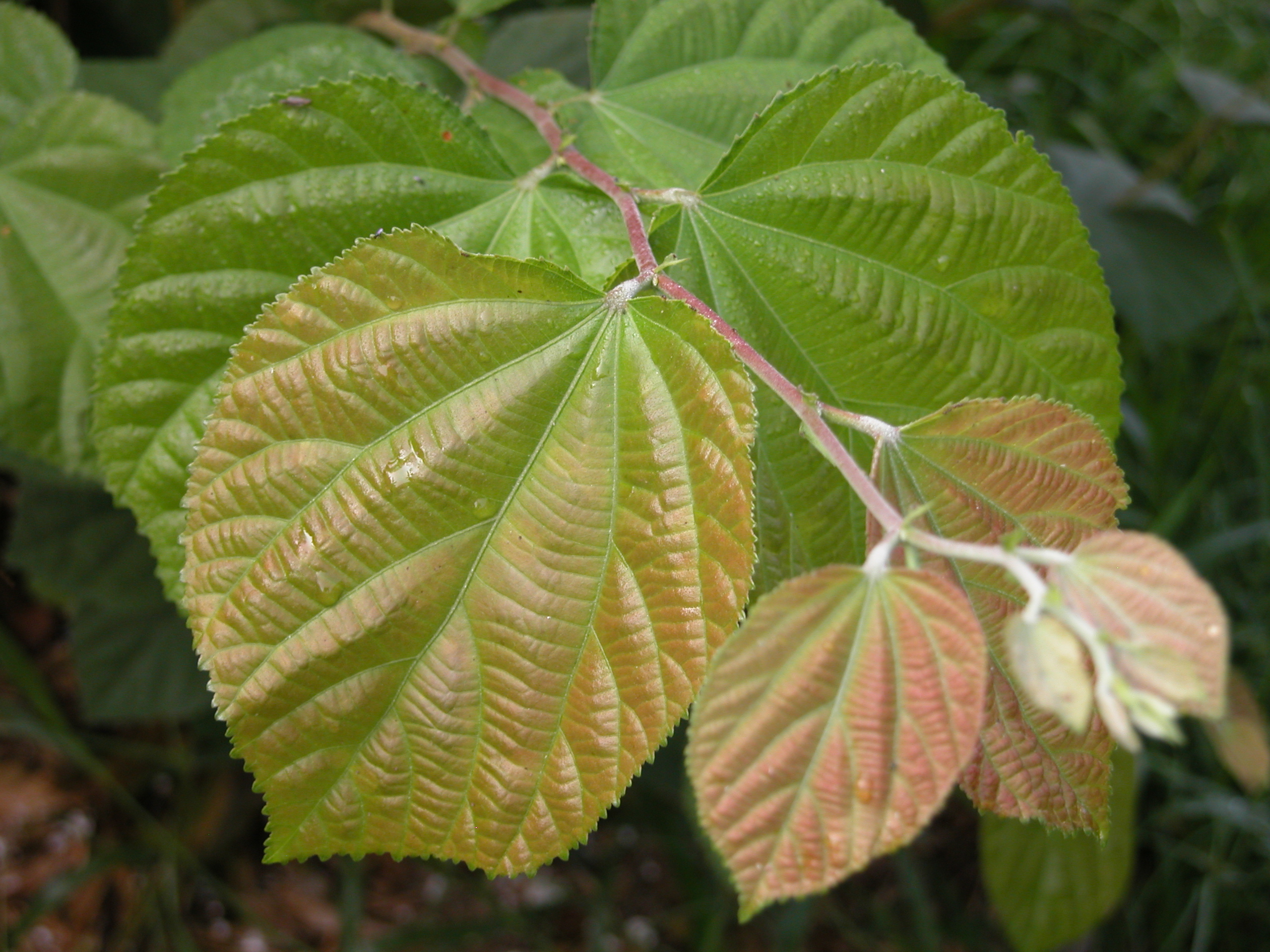
Feuilles
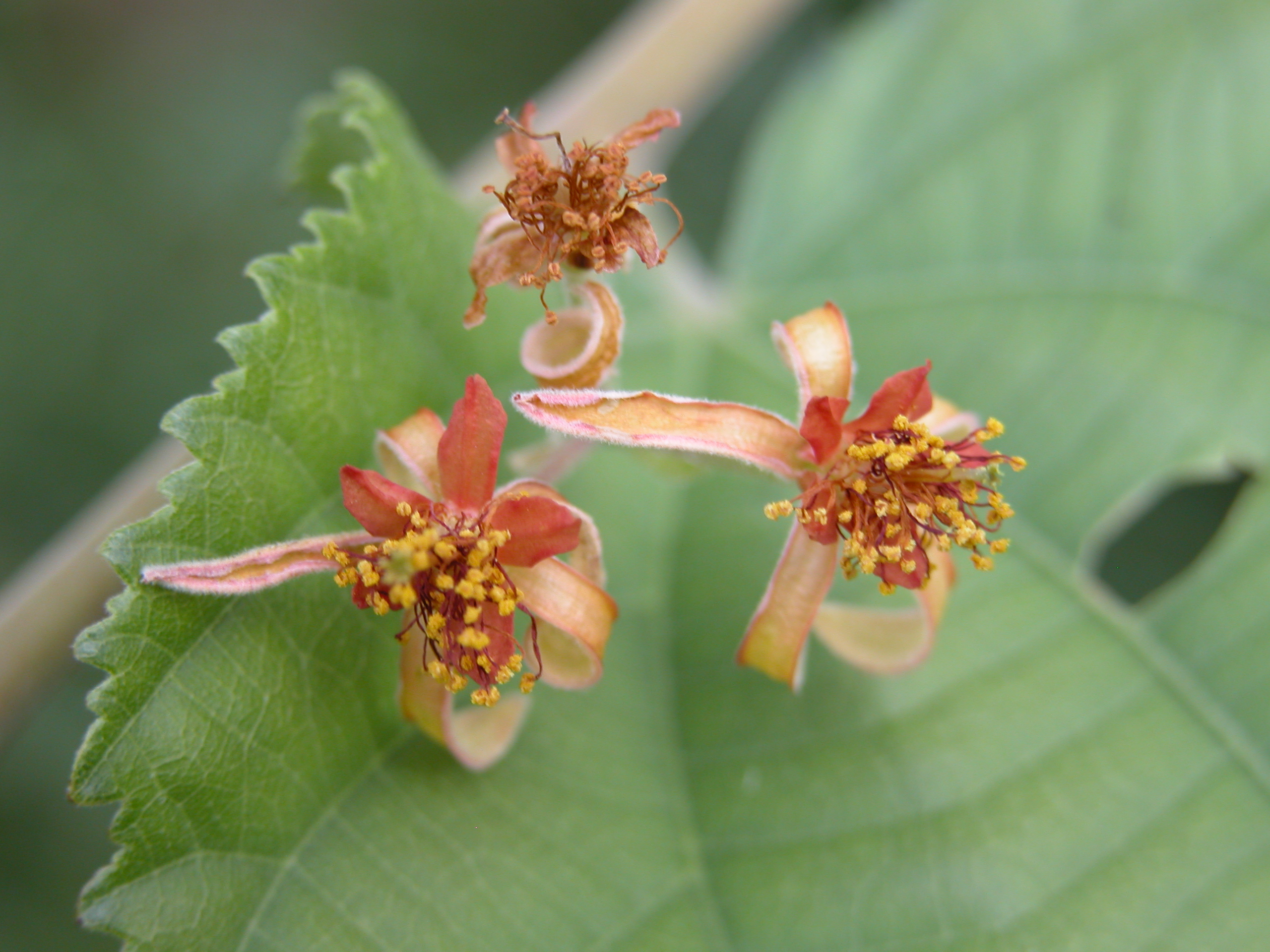
Fleurs
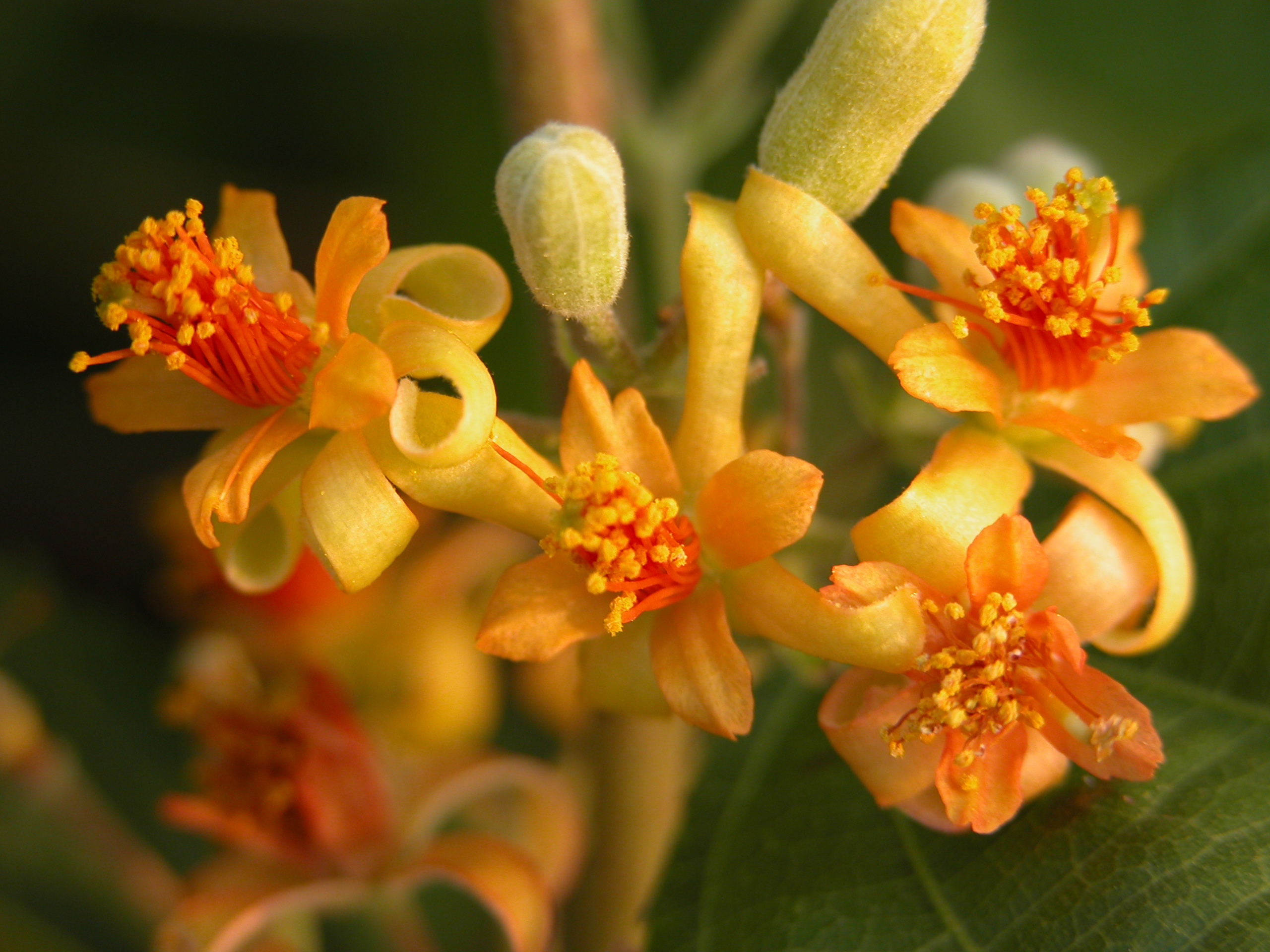
Fleurs
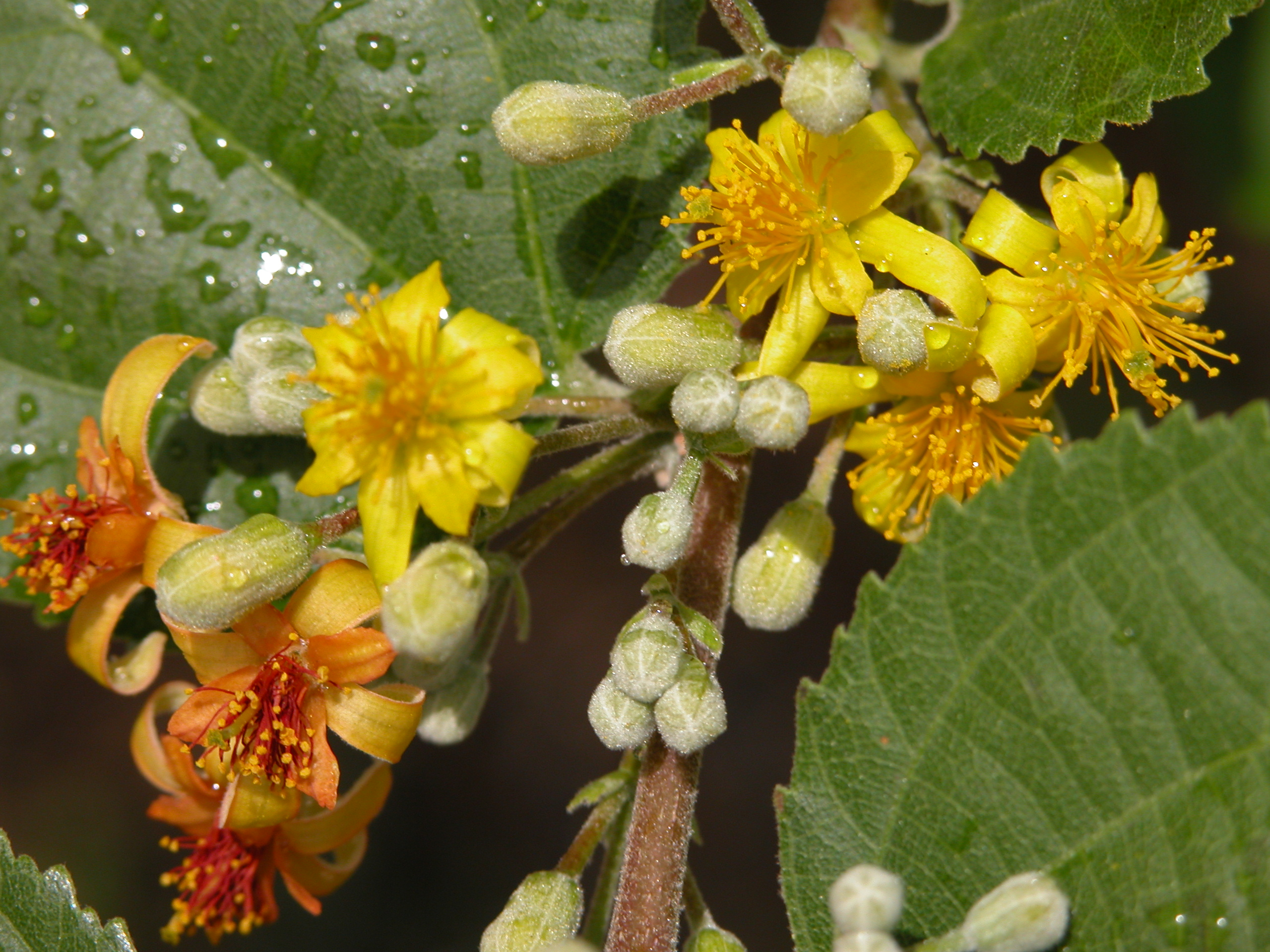
Fleurs
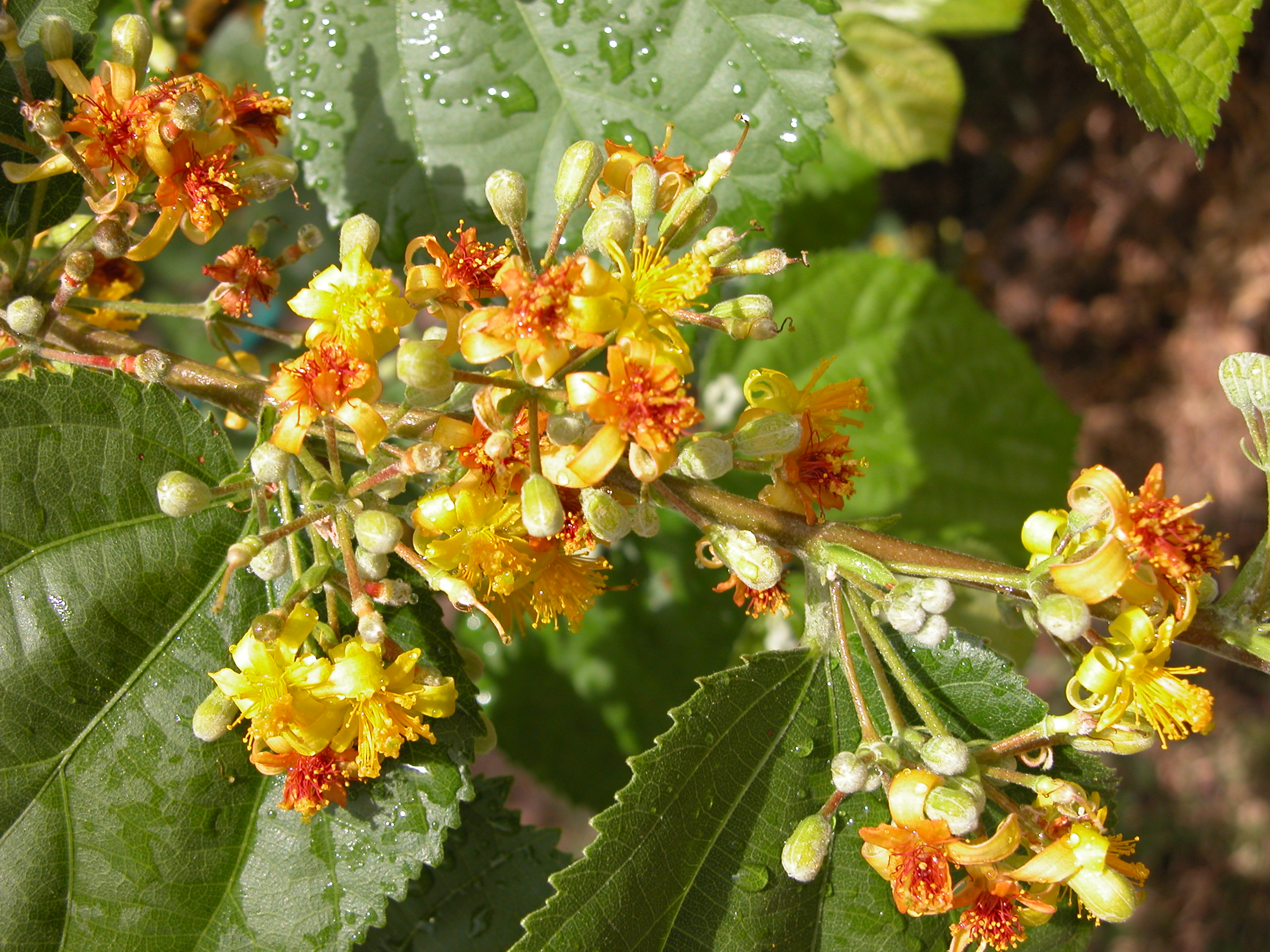
Fleurs
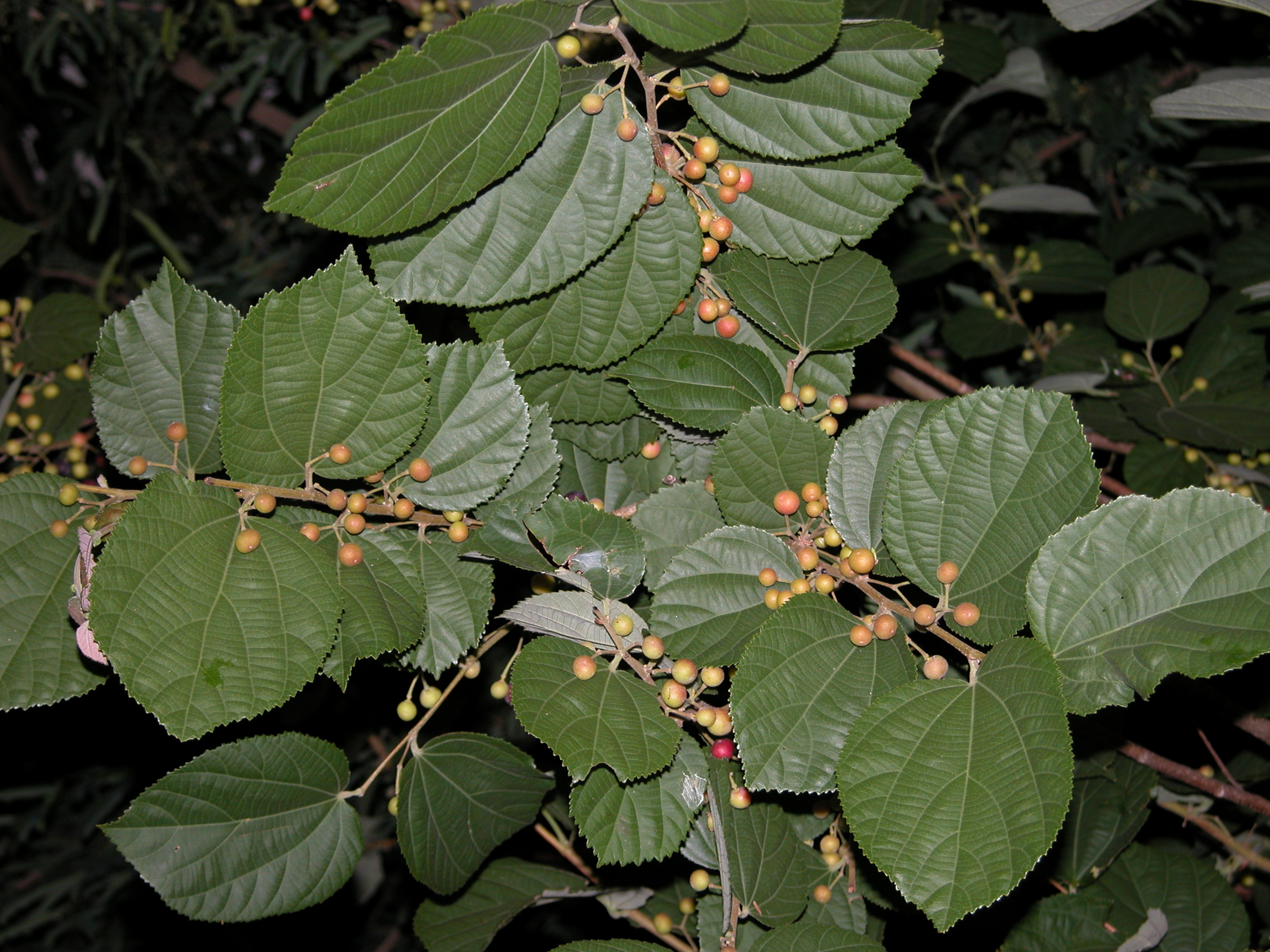
Jeunes fruits
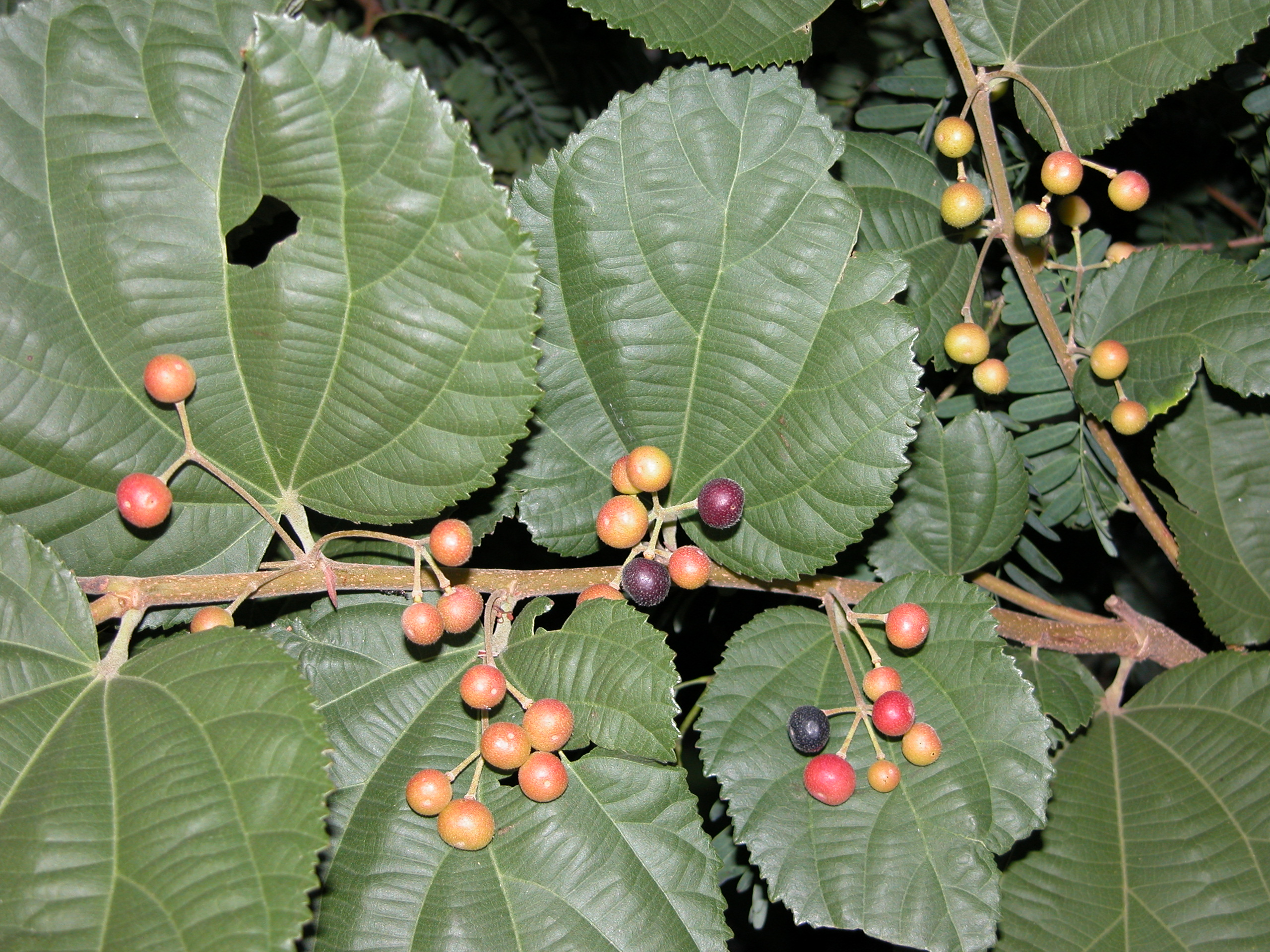
Jeunes fruits
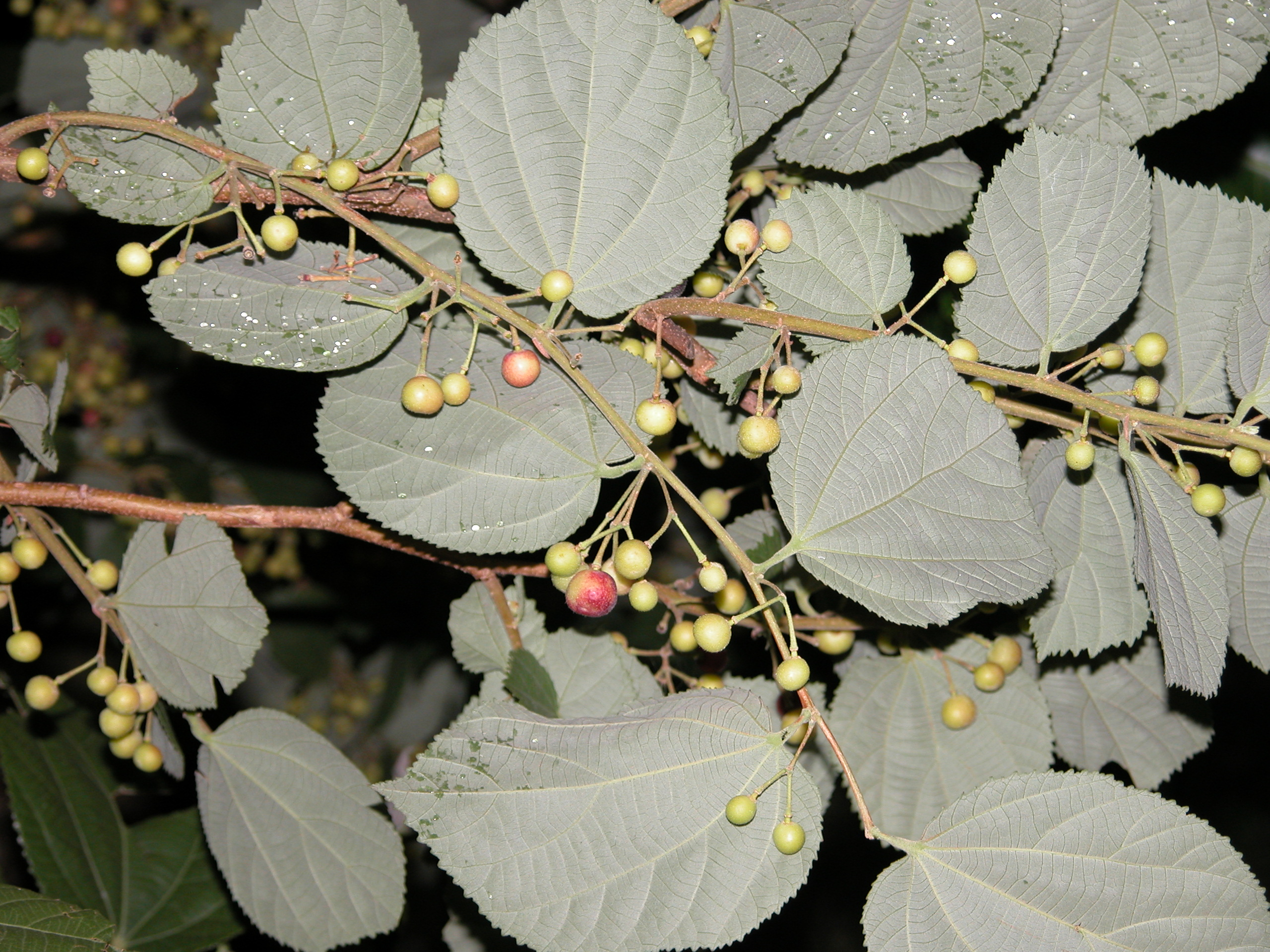
Jeunes fruits
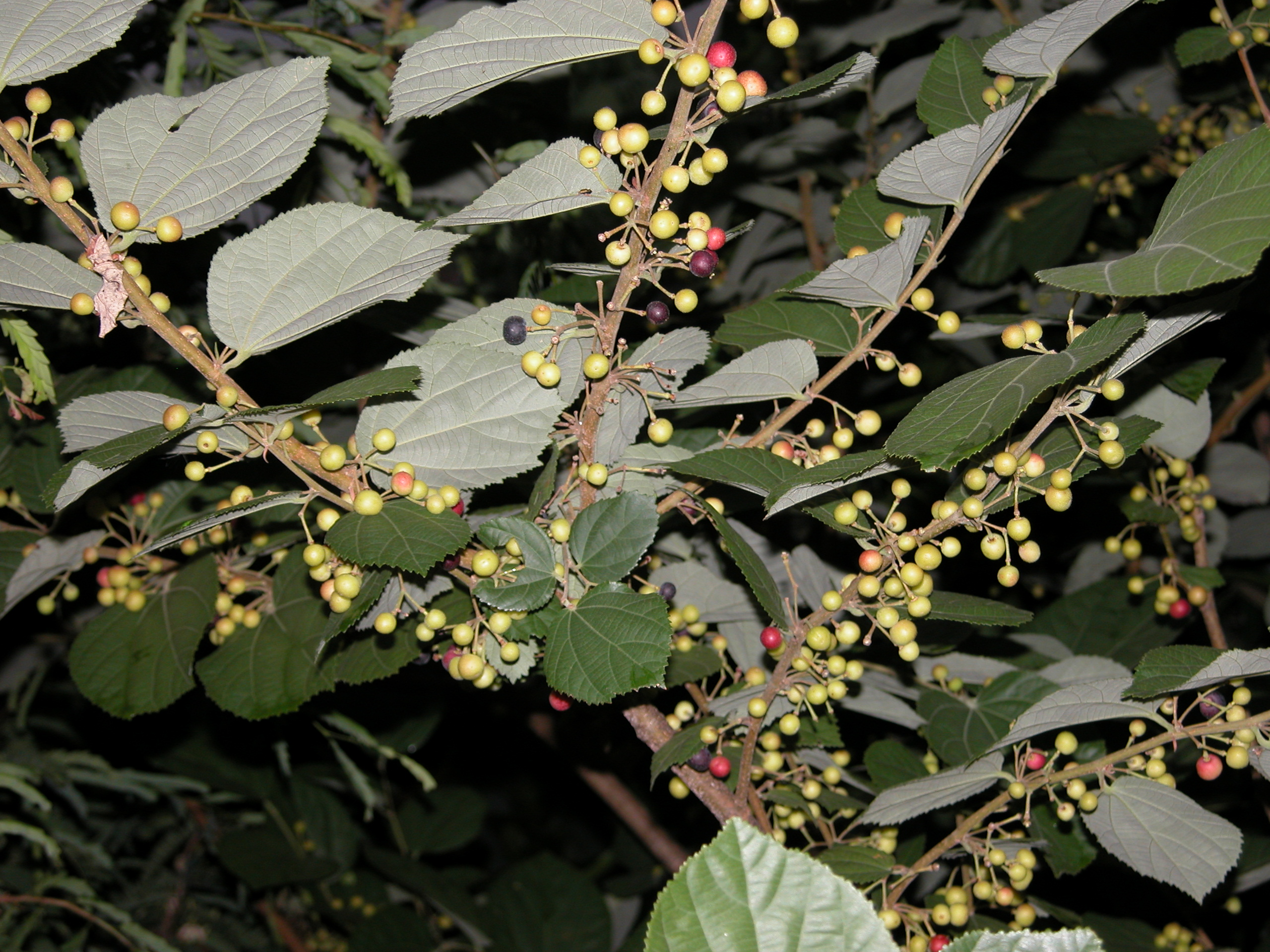
Jeunes fruits
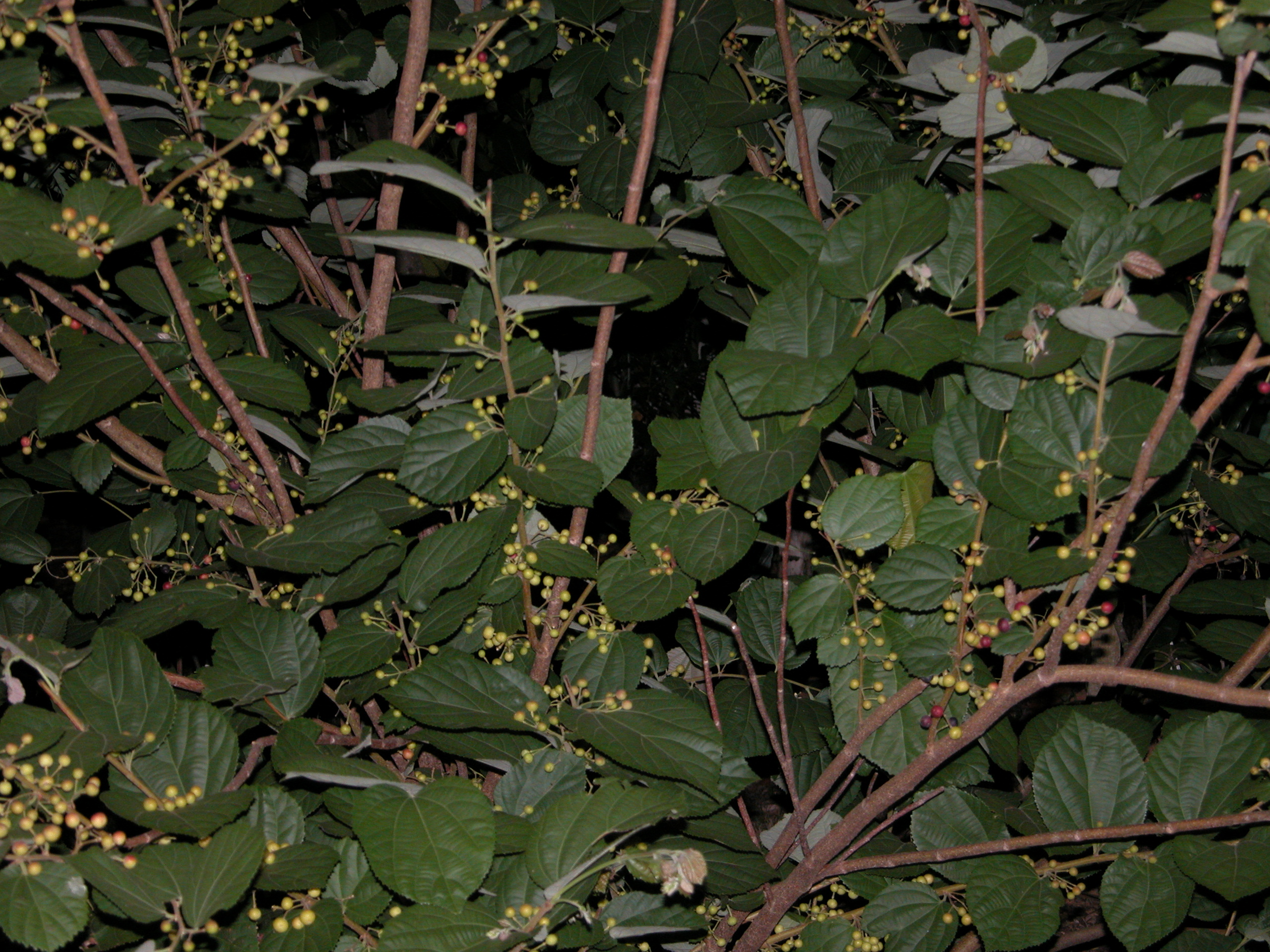
Jeunes fruits
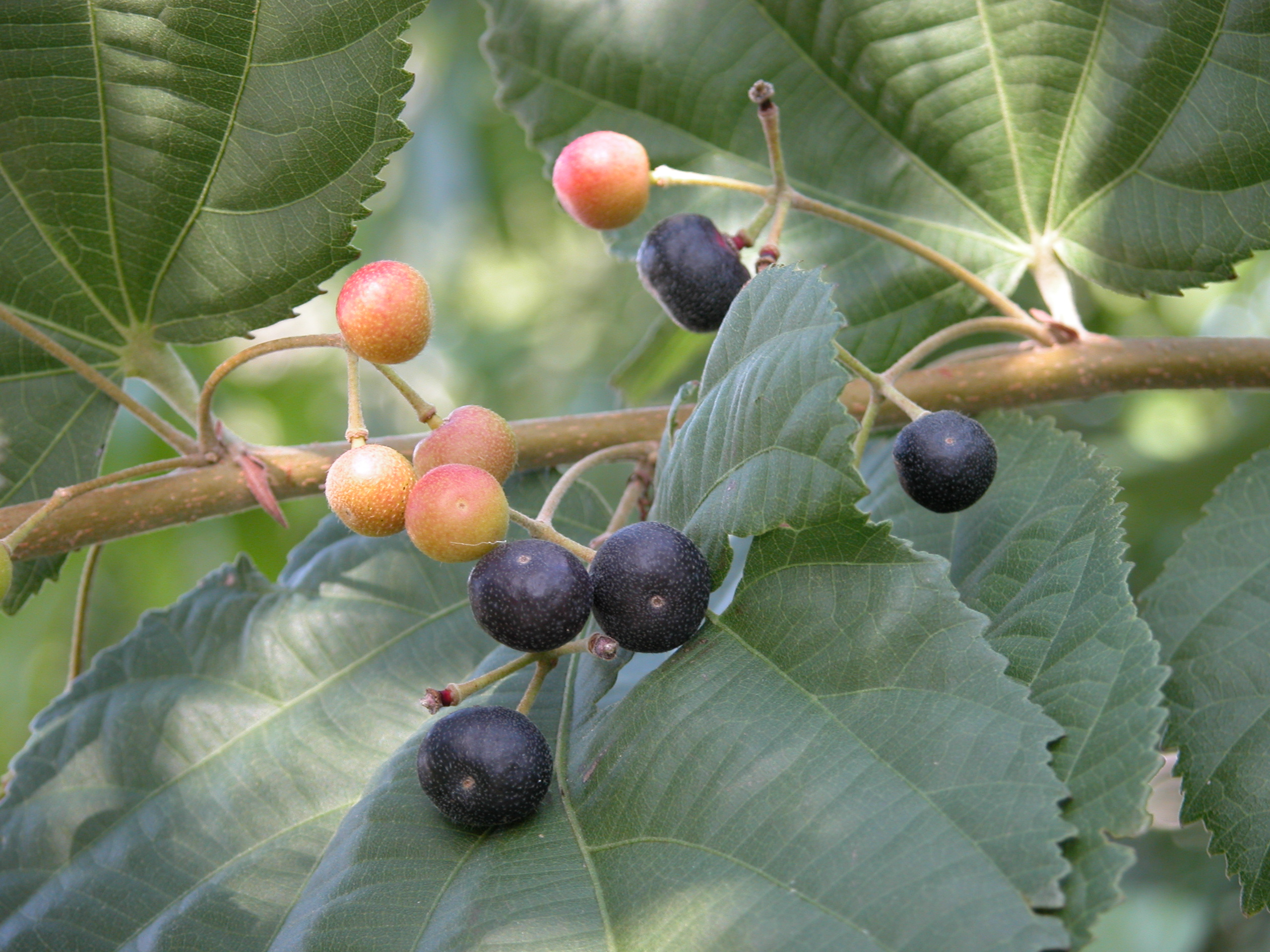
Fruits
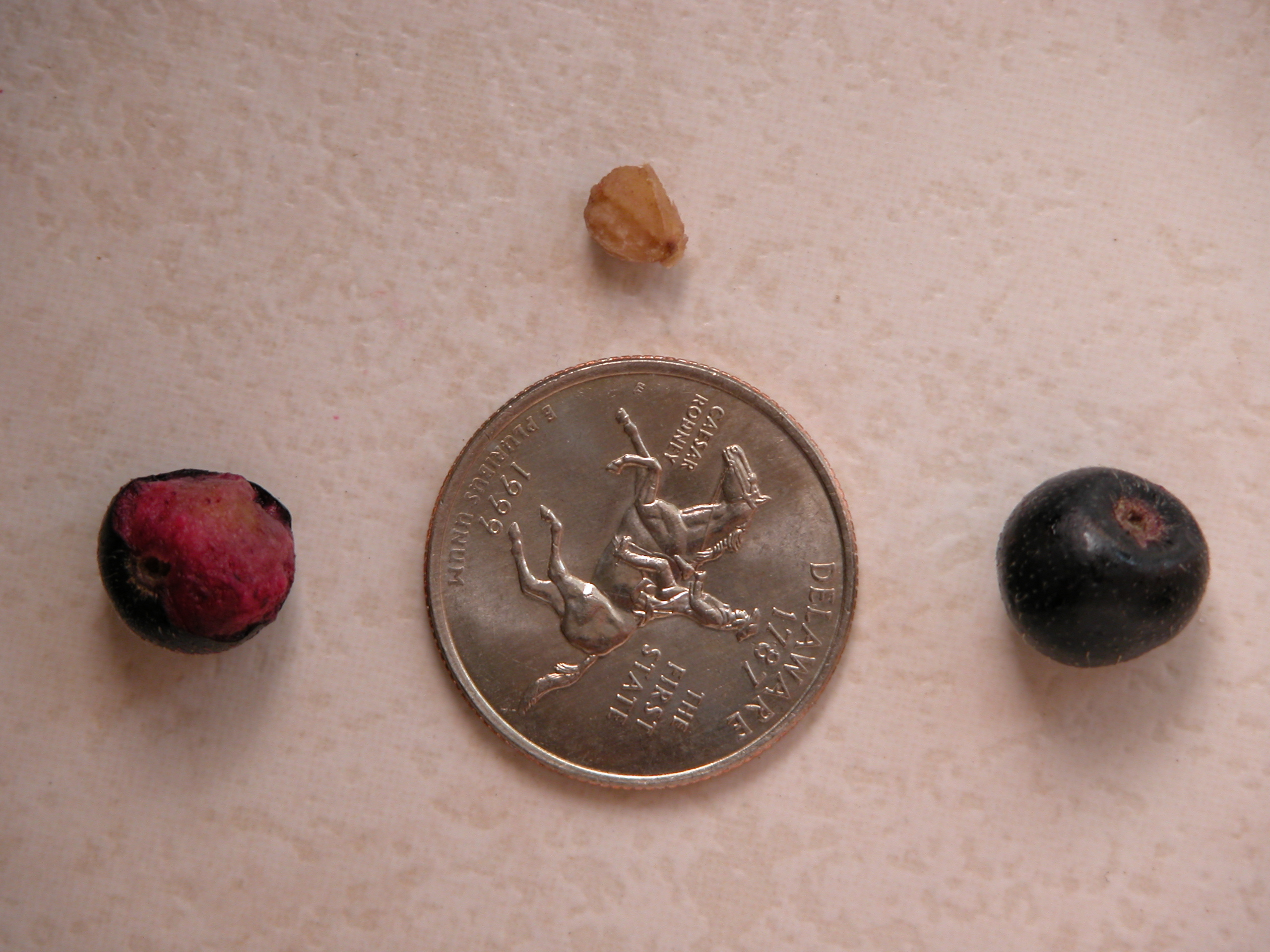
Graines et fruits